# يواخيم شورمان

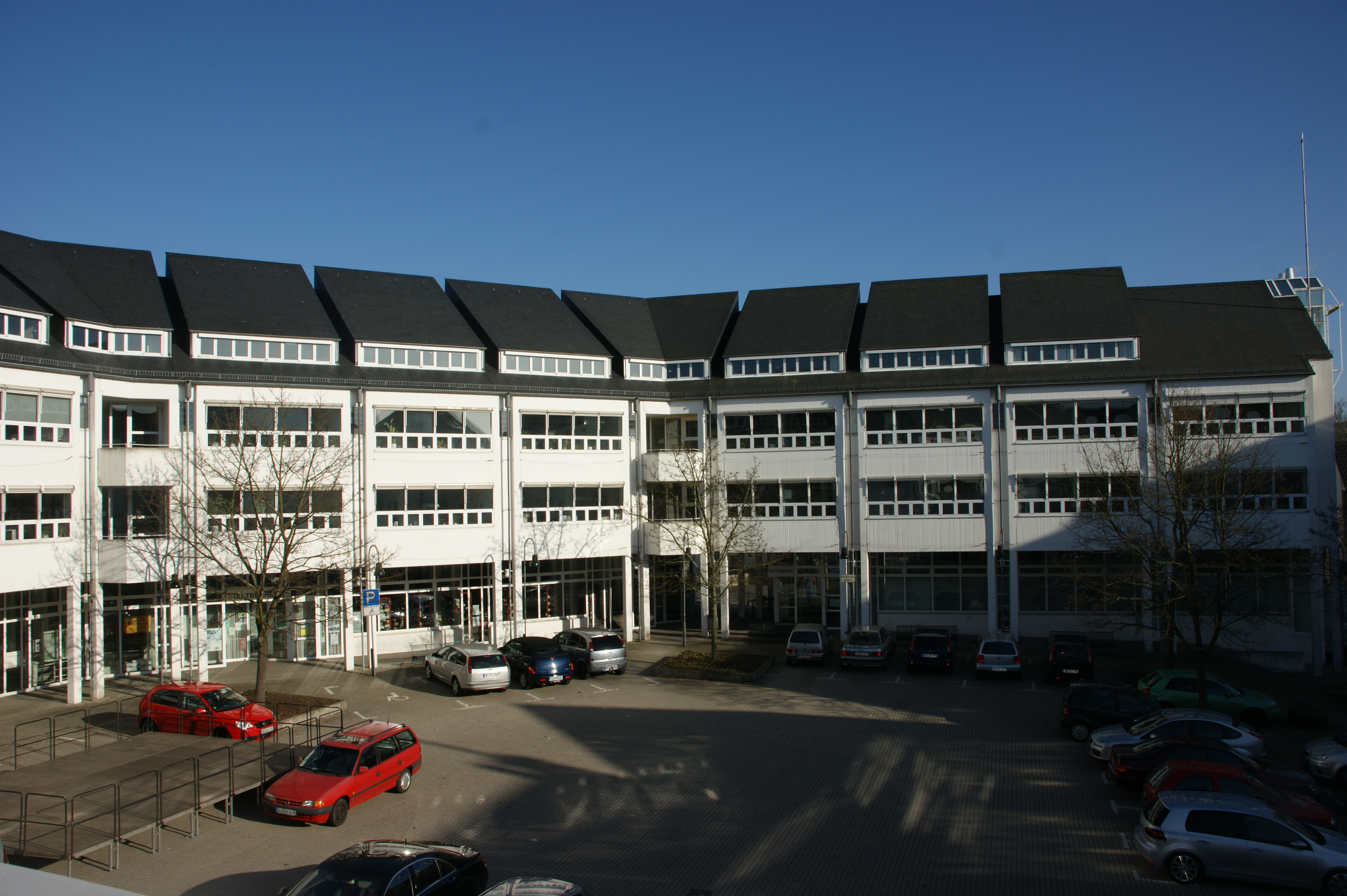
دار بلدية باد هونيف

يواخيم شورمان (بالألمانية: Joachim Schürmann)‏ (24 سبتمبر 1926م في فيرزن) هو مهندس معماري ألماني.

## حياته
ترعرع شورمان في مدينة دريسدن ودارمشتات وهناك درس الهندسة المعمارية في جامعة دارمشتات التقنية إلى غاية عام 1949م. كان متزوجاً من مارغوت شورمان، التي ولدت في 18 أغسطس 1924م في لودفيغسهافن، وتوفيت عام 1998م وكانت تشتغل معه جنباً إلى جنب طوال حياتها. من هذا الزواج رزقا بولدين وبنتين الذين يعملون جميعهم أيضاً كمهندسين معماريين. شورمان يقيم الآن في مدينة كولونيا. أسس أول مكتب له كمهندس معماري حر عام 1956م. يعمل شورمان منذ عام 1966م أستاذاً في جامعة دارمشتات التقنية. في عام 1977م انضم كعضو في أكاديمية الفنون في برلين. ومنذ عام 1984م عضو فخري في جمعية هاينريش تيسينوف، وأخيراً عضو في أكاديمية الفنون السكسونية في دريسدن. رغم بلوغه الثمانينات من عمره ما زال شورمان إلى اليوم يعمل كمهندس معماري.